# Закутнівська сільська рада
Заку́тнівська сільська́ ра́да — адміністративно-територіальна одиниця та орган місцевого самоврядування в Первомайському районі Харківської області. Адміністративний центр — село Закутнівка.

## Загальні відомості
Закутнівська сільська рада утворена в 1918 році.
- Територія ради: 78,69 км²
- Населення ради: 1 276 осіб (станом на 2001 рік)
- Територією ради протікає річка Орілька.

## Населені пункти
Сільській раді підпорядковані населені пункти:
- с. Закутнівка
- с. Веселе

## Склад ради
Рада складається з 14 депутатів та голови.
- Голова ради: Москаленко Павло Іванович
- Секретар ради: Степанюк Наталія Леонідівна

### Керівний склад попередніх скликань
| Прізвище, ім'я, по батькові | Основні відомості                                                         | Дата обрання | Дата звільнення |
| --------------------------- | ------------------------------------------------------------------------- | ------------ | --------------- |
| Москаленко Павло Іванович   | Сільський голова, 1966 року народження, освіта вища, член Народної партії | 26.03.2006   | 31.10.2010      |
| Москаленко Павло Іванович   | Сільський голова, 1966 року народження, освіта вища, член Народної партії | 31.10.2010   |                 |

Примітка: таблиця складена за даними сайту Верховної Ради України

### Депутати
За результатами місцевих виборів 2010 року депутатами ради стали:

#### За суб'єктами висування
| Суб'єкт висування                                       | Кількість обраних депутатів | %    |
| ------------------------------------------------------- | --------------------------- | ---- |
| Партія регіонів                                         | 9                           | 64,3 |
| Політична партія Всеукраїнське об'єднання «Батьківщина» | 4                           | 28,6 |
| Самовисування                                           | 1                           | 7,1  |

#### За округами
| № округу                                                | Прізвище, ім'я, по батькові     | Дата визнання обраним | Освіта             | Партійна приналежність    | Відомості про обраного депутата                                |
| ------------------------------------------------------- | ------------------------------- | --------------------- | ------------------ | ------------------------- | -------------------------------------------------------------- |
| Партія регіонів                                         |                                 |                       |                    |                           |                                                                |
| 1                                                       | Череватенко Тетяна Миколаївна   | 05.11.2010            | середня спеціальна | член Партії регіонів      | Дільнична лікарня, медсестра                                   |
| 2                                                       | Жиденко Микола Іванович         | 05.11.2010            | середня спеціальна | позапартійний             | тимчасово не працює                                            |
| 4                                                       | Задорожній Леонід Васильович    | 05.11.2010            | середня            | позапартійний             | школа, оператор газов.котлів                                   |
| 5                                                       | Борисенко Лідія Степанівна      | 05.11.2010            | середня            | член Партії регіонів      | ДНЗ, помічник вихователя                                       |
| 6                                                       | Орлик Тетяна Миколаївна         | 05.11.2010            | середня            | член Партії регіонів      | БК, директор                                                   |
| 8                                                       | Левченко Анатолій Іванович      | 17.06.2013            | середня спеціальна | член Партії регіонів      | Первомайська дільниця Зміївської філії ПАТ «Харківгаз», слюсар |
| 10                                                      | Демченко Тетяна Володимирівна   | 05.11.2010            | середня спеціальна | член Партії регіонів      | магазин, продавець                                             |
| 13                                                      | Чернега Людмила Анатоліївна     | 05.11.2010            | вища               | позапартійна              | СТОВ АФ «Україна Нова», бухгалтер                              |
| 14                                                      | Судаков Володимир Олександрович | 05.11.2010            | середня            | член Партії регіонів      | Закутнівська сільрада, водій                                   |
| Політична партія Всеукраїнське об'єднання «Батьківщина» |                                 |                       |                    |                           |                                                                |
| 3                                                       | Яковенко Олександр Вікторович   | 05.11.2010            | вища               | позапартійний             | фермерське господарство «Борисфен», директор                   |
| 7                                                       | Притико Микола Петрович         | 05.11.2010            | вища               | позапартійний             | СТОВ АФ «Україна Нова», охоронець                              |
| 9                                                       | Мігович Галина Миколаївна       | 05.11.2010            | вища               | позапартійна              | школа, вчитель                                                 |
| 12                                                      | Москаленко Світлана Петрівна    | 05.11.2010            | середня спеціальна | позапартійна              | Дільнична лікарня, медсестра                                   |
| Самовисування                                           |                                 |                       |                    |                           |                                                                |
| 11                                                      | Фільняк Любов Іванівна          | 05.11.2010            | середня            | член Партії «ВІДРОДЖЕННЯ» | пенсіонер                                                      |